# David Levade
Pour les articles homonymes, voir Levade.
Jean David Paul Étienne Levade, né le 2 octobre 1750 et mort le 9 janvier 1834, est un pasteur, professeur de théologie et traducteur suisse.

## Biographie
Jean Levade est le descendant d'une famille de protestants français réfugiés dans le pays de Vaud. Il fait ses études de théologie à Lausanne et Genève.
Pasteur en Angleterre, puis à Amsterdam, il est ensuite professeur de théologie à Lausanne.
En Angleterre, il s'était lié avec Edward Gibbon ; plus tard, il traduira William Paley.
Il est le fondateur de la première Société biblique du canton de Vaud.

## Œuvres
- Les Méditations de Dodd dans sa prison, traduit de William Dodd, 1780[3]
- La suite de la vie et des opinions de Tristram Shandy, traduit de Laurence Sterne, 1786
- Sermons prononcés dans les églises d'Amsterdam et de Lausanne, 1791
- Recueil de mots français dérivés de la langue grecque, 1804
- Les Preuves évidentes du christianisme, traduit de William Paley, 1806[4]
- Essai sur les moyens de perfectionner l'instruction religieuse de la jeunesse, 1807[5]
- Horae Paulinae, ou la vérité de l'histoire de Saint Paul, traduit de William Paley[6], 1809
- Sur les temples, 1814
- Sur les sépultures, 1816
- Le Berger de la plaine de Salisbury, traduit de Hannah More, 1818[7]